# برایان می
سِر برایان هارولد می (انگلیسی: Brian Harold May؛ زادهٔ ۱۹ ژوئیهٔ ۱۹۴۷) موسیقی‌دان، ترانه‌نویس، تهیه‌کنندهٔ موسیقی، کنشگر حقوق حیوانات و اخترفیزیک‌دان انگلیسی است. او به‌عنوان نوازندهٔ اصلی گیتار و خواننده پشتیبان گروه راک کوئین که آن را به‌همراه خواننده فردی مرکوری و درامر راجر تیلور بنیان نهادند، به شهرت جهانی دست یافت. گیتارنوازی و ترانه‌سرایی او در تبدیل کوئین به یکی از موفق‌ترین هنرمندان تاریخ موسیقی نقش داشته است.
از او به‌عنوان یکی از بهترین نوازندگان گیتار تمام دوران یاد کرده‌اند. می در فهرست سال ۲۰۲۳ مجلهٔ رولینگ استون از ۲۵۰ گیتاریست برتر تاریخ، در رتبه ۳۳ قرار گرفت. او دکترای (PHD) فیزیک در شاخهٔ علم اخترشناسی را دارد و از ۲۰۰۸ تا ۲۰۱۳ رئیس دانشگاه جان مورز لیورپول در انگلستان نیز بوده است.

## کودکی
برایان می با نام اصلی «برایان هارولد می» در تاریخ ۱۹ ژوئیه ۱۹۴۷ متولد شده است. او که تنها فرزند والدینش بود در کشور انگلستان به‌دنیا آمد. برایان از کودکی به موسیقی علاقه داشت و اولین گروه موسیقی خود را در دوران مدرسه تشکیل داد و هم‌زمان با پرداختن به موسیقی، از درس نیز غافل نشد و در ریاضی و فیزیک شاگردی نمونه بود.

## شروع دورهٔ حرفه‌ای
برایان در اواخر دههٔ ۶۰ با گروهی به نام اسمایل کار حرفه‌ای موسیقی خود را شروع کرد. راجر تیلور (درامر گروه کویین) نیز همراه با برایان در همین گروه کار می‌کرد. جالب است که برایان برای تشکیل یک گروه موسیقی لحظه شماری می‌کرد و برای استخدام اعضای گروه به در و دیوار کالج آگهی چسبانده بود. در این هنگام، راجر تیلور که دانشجوی دندان‌پزشکی بود آگهی را دید و به‌عنوان درامر به گروه برایان پیوست. آن‌ها که ۳ نفر بودند به مدت ۲ سال فعالیت کردند و در این مدت ۹ آهنگ را ضبط و عرضه کردند.

## کویین
نفر سوم گروه اسمایل، تیم استافل نام داشت. تیم با پسری به نام «فرخ بلسارا» دوست بود و فرخ از طرف‌داران دوآتشهٔ گروه اسمایل شد. فرخ بلسارا همان فردی مرکوری بود. بعد از پیوستن مرکوری به گروه اسمایل، تیم استافل این گروه را ترک کرد و مرکوری با همراهی برایان می و راجر تیلور تصمیم گرفتند که نام اسمایل را به کوئین تغییر دهند.
گروه کویین در سال ۱۹۷۱ به‌طور رسمی آغاز به کار کرد و برایان می در این گروه علاوه برنواختن گیتار، به‌عنوان همخوان و در موارد معدودی خواننده، فردی مرکوری را همراهی می‌کرد. اجراهای سولوی برایان می در تعدادی از مشهورترین قطعات کویین مانند ما تو را به جنب‌وجوش می‌اندازیم، ملکه قاتل، همه‌اش را می‌خواهم، و بالاخره آهنگ محبوب بوهمین راپسودی از به‌یاد ماندنی‌ترین اجراهای گیتار در دهه‌های ۷۰ و اوایل دههٔ ۸۰ میلادی هستند.

## دورهٔ فعالیت انفرادی

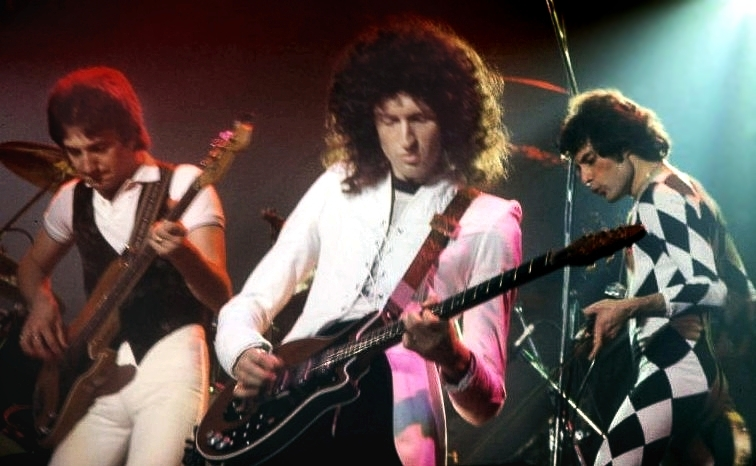
اجرای کوئین در نیوهیون، سی تی.

در سال ۱۹۹۲ و در پی مرگ فردی مرکوری (خوانندهٔ افسانه‌ای گروه کویین)، او گروه خودش با نام گروه برایان می را تأسیس کرد و به انتشار آلبوم‌های شخصی روی آورد. اولین آلبوم گروه در اکتبر ۱۹۹۲ و با نام بازگشت به روشنایی (به انگلیسی: Back to the Light) منتشر شد. در ترکیب اولیهٔ گروه نام بزرگانی همچون کوزی پاول (درامز) و نیل مورای (کیبورد) به چشم می‌خورد. برایان می و گروهش در پی انتشار آلبوم نخستین‌شان یک تور جهانی در سطح ایالات متحده، اروپا و ژاپن برگزار کردند.
پس از پایان تور، برایان می به استودیو بازگشت و به همراه راجر تیلور و جان دیکن (اعضای سابق کویین) به ضبط آلبوم ساخت بهشت پرداختند که در واقع پانزدهمین آلبوم گروه کویین به‌شمار می‌آید. این آلبوم که در نوامبر ۱۹۹۵ روانهٔ بازار شد موفقیتی بزرگ برای اعضای باقی‌ماندهٔ کویین به‌شمار می‌آمد. ساخت بهشت به سرعت به رده بالای جدول فروش کشورهای مختلف صعود کرد و در انگلستان به عنوان مولتی پلاتینیوم دست یافت.
مجله رولینگ استون در سال ۲۰۰۳ و در رده‌بندی ۱۰۰ نوازنده گیتار برتر تمامی دوران، برایان می را در رتبه ۳۹ قرار داد.

## تجهیزات موسیقی
سازاصلی او یک گیتار قرمز رنگ دست‌ساز (بوسیله خودش) با نام Red Special است که در ضبط و اجرای بیشتر آثار کویین از آن استفاده کرده است. او همچنین از گیتارهای بارنز، گیبسون لس پال، فندر تلکستر، آیبانز جِی اِس، فندر استرتوکستر و آمپلی‌فایرهای وُکس سری AC-30 استفاده می‌کند.